# مراق
مَراق یا بتا خرس بزرگ یک ستاره است که در صورت فلکی خرس بزرگ قرار دارد.
واژه مراق به معنی کمرگاه است. این ستاره را در انگلیسی Merak (یا Mirak) می‌نامند.